# Onythes pallidicosta
Onythes pallidicosta là một loài bướm đêm thuộc phân họ Arctiinae, họ Erebidae.